# Rättviks pastorat
Rättviks pastorat är ett pastorat i Falu-Nedansiljans kontrakt i Västerås stift i Rättviks kommun i Dalarnas län. 
Pastoratet består sedan 1989 av följande församlingar:
- Rättviks församling
- Boda församling
- Ore församling (från 2014)

Pastoratskod är 051211.